# 4754 Panthoos
4754 Panthoos è un asteroide troiano di Giove del campo troiano. Scoperto nel 1977, presenta un'orbita caratterizzata da un semiasse maggiore pari a 5,2447527 UA e da un'eccentricità di 0,0087067, inclinata di 12,32207° rispetto all'eclittica.
L'asteroide è dedicato a Pantoo, sacerdote di Apollo a Troia.